# Richard Kirn (Politiker)
Richard Kirn (* 23. Oktober 1902 in Schiffweiler im Landkreis Ottweiler; † 4. April 1988 in Völklingen) war ein saarländischer Politiker (SPS). Er wurde am 5. Oktober 1947 in den Landtag des Saarlandes gewählt, am 20. Dezember 1947 als Minister für Arbeit und Wohlfahrt und stellvertretender Ministerpräsident in den Kabinetten Hoffmann I und Hoffmann III vereidigt und nahm mit Ausnahme der Phase zwischen April 1951 und Dezember 1952, in der die SPS die Koalition mit der CVP aufkündigte, bis Juli 1954 diese Funktion ein. Zuvor gehörte er der Verwaltungskommission des Saarlandes als Direktor der Arbeit an (1946/47).

## Leben bis 1945
Richard Kirn trat 1923 der SPD bei. Er war für das Rechtsschutzressort im Gewerkschaftshaus in Forbach zuständig. Am 19. Januar 1935 floh Kirn nach Frankreich, er wurde jedoch am 22. September 1941 von der französischen Polizei verhaftet, am 4. Oktober 1941 in das Geheimgefängnis Castres verbracht und später an die NS-Behörden ausgeliefert. Am 12. April 1943 wurde er durch den NS-Volksgerichtshof zu acht Jahren Zuchthaus verurteilt, die er in Brandenburg-Görden verbüßte. Dort wurde er am 27. April 1945 befreit und kehrte ins Saarland zurück.

## Saarländische Autonomie
Richard Kirn war an der Wiedergründung/Gründung der SPS am 28. Oktober 1945 beteiligt, deren Vorsitzender er vom 30. Juni 1946 bis 1955 war. Er war Mitglied der Verfassungskommission des Saarlandes, welche die Verfassung des Saarlandes ausarbeitete. Am 5. Oktober 1947 wurde er in den saarländischen Landtag gewählt, dem er bis zum 17. Dezember 1955 angehörte.
Zusammen mit Johannes Hoffmann gilt Richard Kirn als die personelle Achse der als separatistisch bezeichneten Bewegung im Saarland, die zwischen 1945 und 1955 unter dem Eindruck von zwei Weltkriegen eine eigenständige saarländische Landespolitik mit dem Ziel des Ausgleichs zwischen Frankreich und Deutschland versuchte. Während zu Beginn der Zusammenarbeit die Zielsetzung auf die Verhinderung eines vollständigen Anschlusses des Saarlandes an Frankreich, und stattdessen die Schaffung eines gemeinsamen Wirtschaftsraums mit Währungs- und Zollunion mit Frankreich gerichtet war (u. a. durch Einführung des französischen Francs als gesetzliches Zahlungsmittel), geriet die Saarregierung spätestens ab Gründung der Bundesrepublik Deutschland verstärkt unter Druck, ihre bisherige Politik aufzugeben und einen Anschluss an die Bundesrepublik zu suchen. Insbesondere die oppositionelle DPS vertrat diese Zielsetzung vehement und wurde schließlich vorübergehend verboten.
Der wachsende Wohlstand in der neu gegründeten Bundesrepublik und die gemeinsamen kulturellen Wurzeln auf der einen Seite; wie auch die teilweise chaotische französische Innenpolitik, wirtschaftliche Probleme sowie Algerienkrieg und Vietnamauseinandersetzung (Schlacht von Điện Biên Phủ) auf der anderen Seite erschwerten zunehmend die Politik der autonomen Saarregierung, die im Falle eines Politikwechsels eine erhebliche Belastung der Aussöhnung zwischen Frankreich und Deutschland befürchtete.
Im Laufe des Jahres 1954 kam es in Verhandlungen zwischen Frankreich und Deutschland unter Konsultation der saarländischen Regierung zu einem Vertrag über ein europäisches Saarstatut. Die Autonomie des Saarlandes soll gewahrt bleiben, Saarbrücken Sitz von europäischen Institutionen werden (u. a. Europarat, Montanunion, WEU). Die wirtschaftlichen Beziehungen zwischen dem Saarland und Frankreich sollen durch gleichartige Beziehungen zu Deutschland ergänzt werden. Am 23. Oktober 1955 wurde das europäische Saarstatut jedoch nach hartem Abstimmungskampf, der teilweise fast tumultartige Auswüchse annahm, von einer breiten Mehrheit der Saarländer abgelehnt (67,2 %), die autonome Saarregierung war mit ihrer Politik gescheitert und trat noch in der Abstimmungsnacht zurück.
Richard Kirn, der als Arbeits- und Wohlfahrtsminister des Saarlandes die in dieser Zeit höchsten sozialen Standards in Europa erreicht hatte, verließ nach der Saarabstimmung das Saarland und ging ins Exil nach Frankreich. Von Saargemünd aus, nur einige Kilometer von der saarländischen Grenze entfernt, beobachtete er „teils belustigt und teils verbittert“ das Geschehen im neuen Bundesland Saarland. 1986 wurde ihm für seine Verdienste um das Saarland und die deutsch-französische Verständigung als späte Anerkennung der Saarländische Verdienstorden verliehen.
Richard Kirn liegt auf dem Saarbrücker Hauptfriedhof begraben, keine hundert Meter von der französischen Grenze entfernt.

## Ehrungen / Auszeichnungen
- 1986: Saarländischer Verdienstorden[3]